# Neonauclea maluensis
Neonauclea maluensis là một loài thực vật có hoa trong họ Thiến thảo. Loài này được (Valeton) S.Moore mô tả khoa học đầu tiên năm 1927.